# Пол Филипп Левертов
Пол Филипп Левертов (имя при рождении Фейвел Левертов; 12 октября 1875 или 14 октября 1878, Орша — 31 июля 1954, Лондон) — англиканский священник, протестантский теолог и миссионер еврейского происхождения. Отец поэтессы Денизы Левертов.

## Биография
Происходил из хасидской ортодоксальной еврейской семьи. Учился в Воложинской иешиве и Кёнигсбергском университете. В 1895 году обратился в христианство.
В 1896—1910 годах работал в Лондонском обществе распространения христианства среди евреев.
В 1911 году женился на валлийке Беатрис Спунер-Джонс (1885—1977).
В 1912—1918 годах преподавал в Институте иудаики, основанном Ф. Деличем в Лейпциге. При этом в 1914—1916 годах, будучи российским подданным, содержался под домашним арестом.
В 1918 году супруги переехали в Великобританию. Левертов был рукоположен в сан англиканского священника.
Основал в Лондоне мессианскую еврейскую общину, был связан с Международным еврейско-христианским альянсом.
С 1923 года возглавлял Лондонский епархиальный совет по работе среди евреев.
Участвовал в переводе Зогара на английский язык для издательства Soncino Press (опубликован в 1933 году).
В 1930-е годы выступал против фашистской политики Италии и политики антисемитизма в Германии, а также испанских националистов.